# كأس العالم لكرة القاعدة للنساء 2010
كأس العالم لكرة القاعدة للنساء 2010 (بالإنجليزية: 2010 Women's Baseball World Cup) هو موسم من كأس العالم لكرة القاعدة للنساء. أقيم بتاريخ 2010، وفاز فيه منتخب اليابان الوطني لكرة القاعدة للسيدات.